# František Mrázek

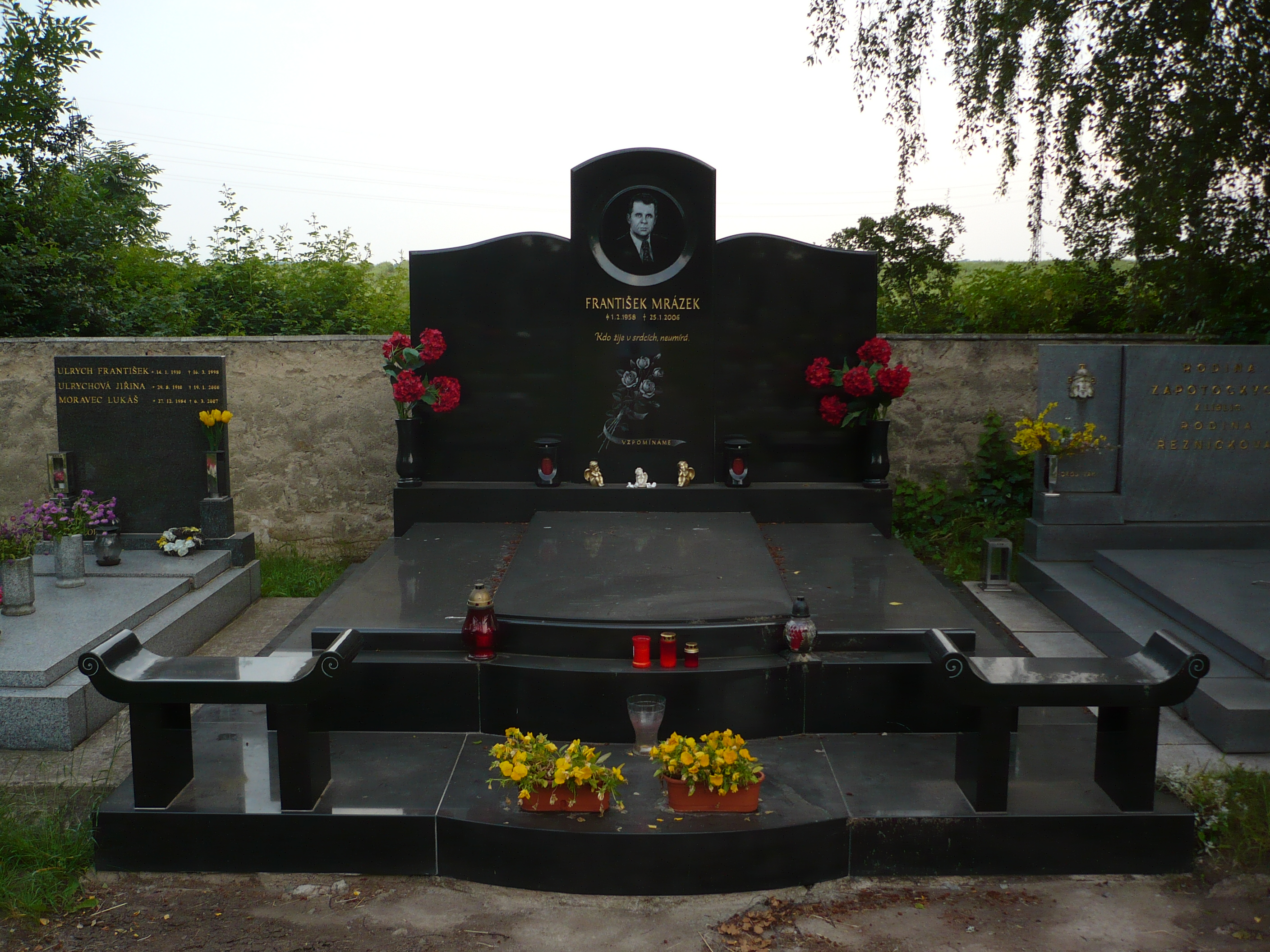
Hrob Františka Mrázka v Českém Brodě

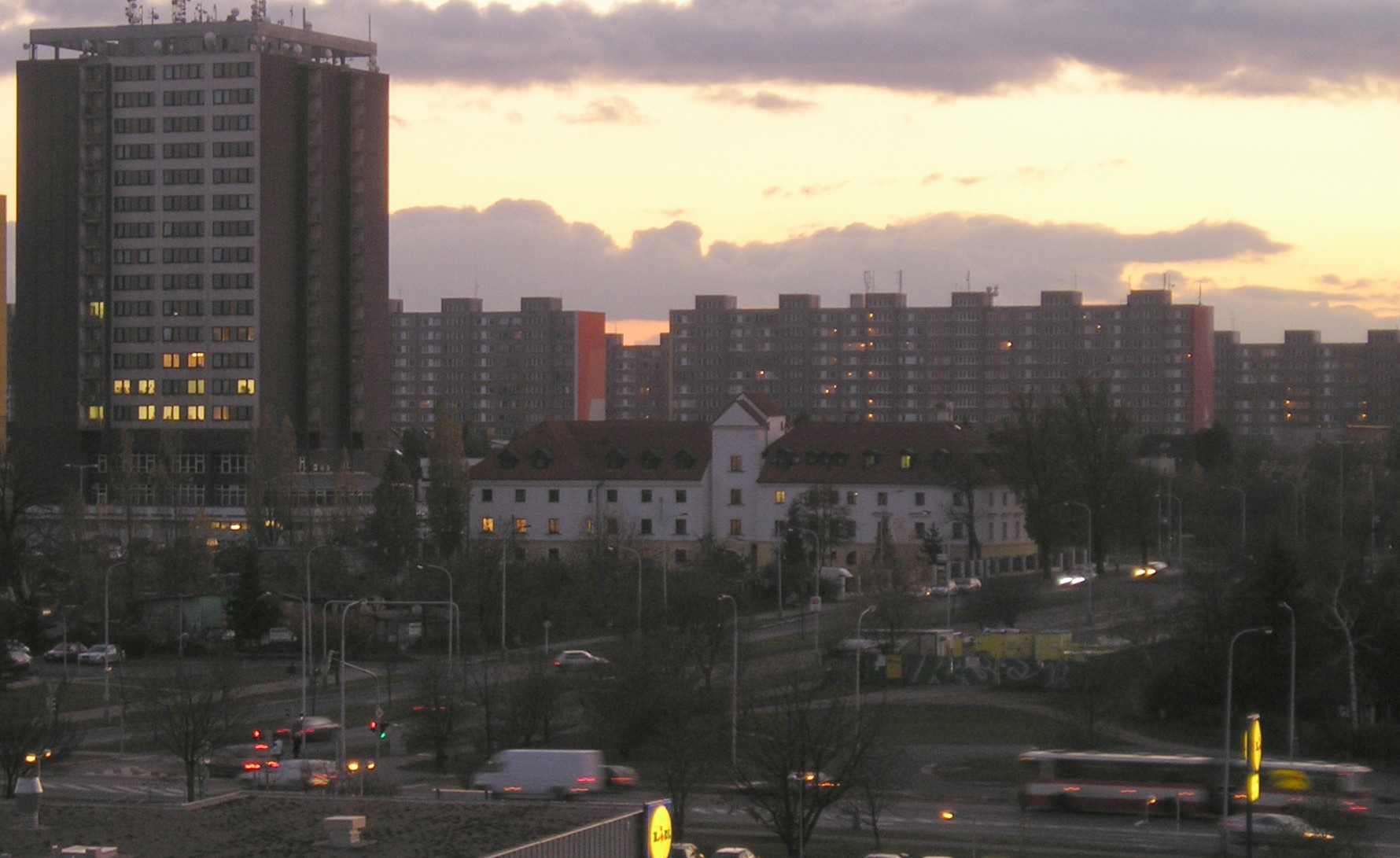
Sídlo společnosti, před kterým byl Mrázek zastřelen

František Mrázek (1. února 1958 Český Brod – 25. ledna 2006 Praha) byl český kontroverzní podnikatel. Z řadového veksláka se stal jednou z vedoucích figur českého podsvětí. Byl vyučený lakýrník. Zařídil si invalidní důchod a již před rokem 1989 měl výborné kontakty na policisty a politiky. Díky podvodům s realitami se jemu a jeho společníkům po roce 1989 podařilo vylákat z bank stamilióny korun. Byl podezírán policií, že si objednal několik vražd. V roce 2006 byl zavražděn nájemným vrahem.

## Život
František Mrázek „podnikal“ už za socialismu. Spekuloval se vším možným, např. s hodinkami, walkmany nebo šátky. Jeho jméno figurovalo v případu vyřizování účtů mezi veksláky na Kolínsku. V roce 1986 byl dva měsíce ve vyšetřovací vazbě a poté odsouzen k podmíněnému trestu. Po roce 1989, když už měl několik milionů korun, se zaměřil na skupování realit, díky kterým pak získali lidé spojení s Mrázkem stovky milionů korun, protože je zastavili u bank za poskytnuté úvěry. Policie pak vyšetřovala podezření, že šlo o podvod, protože odhady nemovitostí byly nadhodnocené.
V první polovině roku 1993 založil s Karlem Gottem a Miroslavem Provodem Nadaci Karla Gotta Interpo. Jejím cílem bylo pomáhat dětem policistů, kteří přišli o život při výkonu služby. Gott při založení nadaci věnoval čtyři miliony korun, Mrázek a Provod dali každý půl milionu. Mrázek byl také sponzorem českobrodské nemocnice, které dal 200 tisíc korun na nákup nového ultrazvuku.
Mrázek byl považován za mozek finanční skupiny, která kontroluje potravinářský kolos Setuza a olejářskou společnost Český olej. Podnikal spolu s Tomášem Pitrem a Miroslavem Provodem, kteří byli nepravomocně odsouzeni za daňové podvody. On sám nebyl po roce 1989 obžalován ani souzen za hospodářské delikty ani za násilnou trestnou činnost. Měl vliv také na politiku. Podle jeho slov měl „telefony na sedmnáct poslanců z různých stran a na šest senátorů, s nimiž si i tyká“. Dobré vztahy udržoval s někdejším ministrem financí Ivo Svobodou či s vlivným poslancem ČSSD Josefem Hojdarem. Mrázek měl vlastnit archiv, který obsahoval dokumenty z vlády, policie či z tajné služby BIS a údajně i kompromitující informace na politiky. Utajovaný policejní spis Krakatice, který obsahuje informace o organizaci Františka Mrázka a jeho vazbách na vysoce postavené politiky, byl uložen do archivu a většina členů protikorupční jednotky, kteří na Krakatici pracovali, odešla často pod nátlakem od policie. Ze spisu se ztratilo 1600 stran policejních odposlechů.

## Vražda
Poprvé se ho někdo pokusil zavraždit už v roce 2002. Od té doby jezdil v opancéřovaném voze. Zastřelen byl pravděpodobně nájemným vrahem ve středu 25. ledna 2006 v 8 hodin večer na parkovišti před sídlem své společnosti v budově Nový dvůr v Durychově ulici v pražské čtvrti Lhotka. Podle policie se jednalo o čin profesionála. K vraždě byla použita odstřelovací puška a speciálně upravený náboj (způsobující větší zranění při zásahu). Vražda byla provedena jedinou ranou směřující přímo na srdce. Jeho smrt nebyla objasněna a policie na konci prosince 2006 vyšetřování odložila. Bývalý ředitel Útvaru pro odhalování organizovaného zločinu Jan Kubice tvrdí, že Mrázek byl zastřelen kvůli zákulisním tahanicím o ústecký podnik Setuza. Kriminalisté také spekulují, že možným vrahem Františka Mrázka byl syn Antonína Běly, muže, který Mrázka v podsvětí „zaučoval“. Za nedlouho byl v blízkých Kunraticích zavražděn i Mrázkův přítel Jiří Kubín, který měl mít materiál na Stanislava Grosse.

## Film
Roku 2011 začal Petr Nikolaev natáčet film na motivy Mrázkova příběhu. Film byl nazván Příběh kmotra a do kin byl uveden 24. října 2013. Mrázka zde ztvárnil Ondřej Vetchý. V televizním seriálu Expozitura tuto osobnost představuje magistr Mráz (David Prachař). V roce 2022 se tato postava objevila v seriálu Devadesátky, kde ho ztvárnil Albert Čuba.